# SOS-Kinderdorf
SOS-Kinderdorf ist eine nichtstaatliche, politisch und konfessionell unabhängige Organisation, die sich für die Bedürfnisse von Kindern einsetzt, hauptsächlich indem sie sogenannte Kinderdörfer betreibt. Die einzelnen, nationalen SOS-Kinderdorf-Organisationen sind im Dachverband der SOS-Kinderdorf International (bzw. SOS Children’s Villages International) mit Sitz in Innsbruck zusammengeschlossen, mit Aktivitäten in 137 Ländern und 40.000 Mitarbeitern. Nach eigener Aussage ist die zentrale Aufgabe, „Kindern ein sicheres Zuhause zu geben“. 65.000 Kinder werden beherbergt, die Einnahmen aus Spenden betragen 1,4 Mrd. Euro. Wesentliches Standbein der Finanzierung ist der Münchner Verein SOS-Kinderdörfer weltweit – Hermann-Gmeiner-Fonds Deutschland.
Untersuchungen ab 2021 ergaben, dass Kinder in SOS-Kinderdörfern in 20 Ländern in Afrika und Asien in den vergangenen 30 Jahren Opfer von Gewalt und sexuellem Missbrauch geworden sind, betroffen sind Kinder in rund 50 von 3000 SOS-Kinderdorf-Projekten. Ein Untersuchungsbericht aus dem Jahr 2023 zeigte Verschleierung und Beweisvernichtung.

## Leitbild und Allgemeines
„Wir geben in Not geratenen Kindern eine Familie.

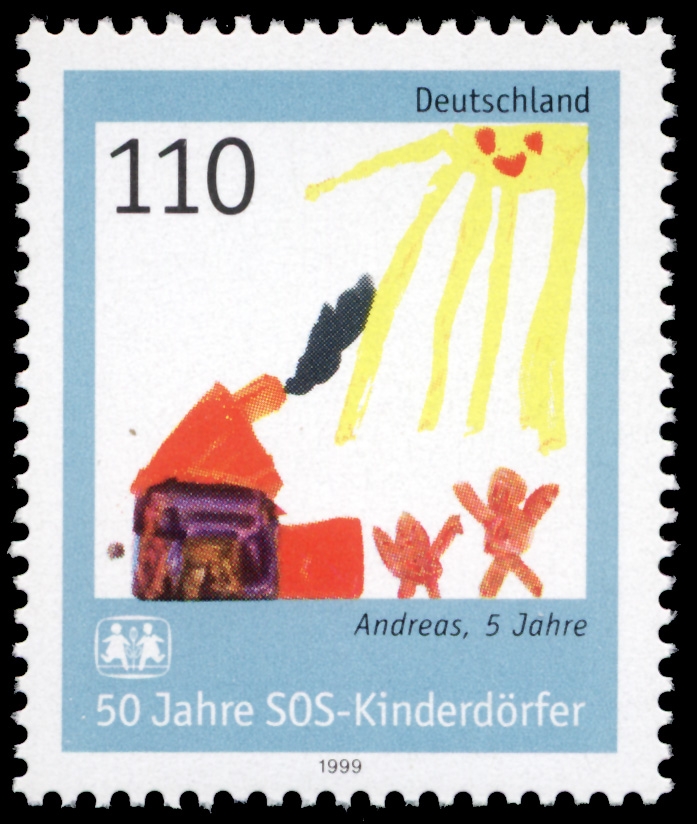
50 Jahre SOS-Kinderdörfer: Deutsche Sonderbriefmarke von 1999

Wir helfen ihnen, ihre Zukunft selbst zu gestalten.

Wir tragen zur Entwicklung ihrer Gemeinden bei.“

Vier Prinzipien kennzeichnen das SOS-Kinderdorf: Jedes Kind braucht eine Mutter und wächst am natürlichsten mit Geschwistern in einem eigenen Haus innerhalb einer Dorfgemeinschaft auf.
Zum Leitbild der SOS-Kinderdörfer gehört es auch, Kindern zu ermöglichen, gemäß ihrer eigenen Kultur und Religion zu leben.
Die Rechtsform von SOS-Kinderdorf ist von Land zu Land unterschiedlich und oft ein Verein oder eine Stiftung. Während in den SOS-Kinderdörfern in Entwicklungs- und Schwellenländern vorwiegend Waisenkinder leben, betreut SOS-Kinderdorf in Industriestaaten heute mehrheitlich sog. „Sozialwaisen“, d. h. Kinder, deren leibliche Eltern ihre Erziehung nicht wahrnehmen können und die auf Vermittlung des Jugendamts im SOS-Kinderdorf untergebracht werden. SOS steht für „Societas Socialis“, was „soziale Gemeinschaft“ heißt.

## Geschichte
Die Idee Hermann Gmeiners, verwaisten und verlassenen Kindern in der Nachkriegszeit ein neues Zuhause zu geben, wurde im Jahr 1949 mit der Gründung des Vereins SOS-Kinderdorf und der Errichtung des ersten SOS-Kinderdorfes in Imst in Tirol umgesetzt. Als Vorbild diente das hauptsächlich für Kriegswaisen in den Jahren 1944 bis 1946 entstandene Schweizer Kinderdorf in Trogen AR, das nach dem Schweizer Philanthropen und Pädagogen „Kinderdorf Pestalozzi“ benannt wurde. Eröffnet wurde das erste Haus („Haus Frieden“) am 15. April 1951. Hermann Gmeiner investierte sein gesamtes Vermögen von 600 Schilling in die ersten Spendenaufrufe, die dazu aufforderten, den Verein mit einem Schilling monatlich zu unterstützen. Diese Aufrufe fanden eine unerwartete Resonanz.
Erste Kinderdorfmutter war die Burgenländerin Maria Weber (1919–2011), die 1957 in das Kinderdorf in die Hinterbrühl wechselte.
Die erste bedeutende Mäzenin war die deutsche Industriellengattin Béatrice von Boch-Galhau, die 1959 das erste Kinderdorf in Deutschland aus ihrem Vermögen finanzierte und ihre politischen und geschäftlichen Verbindungen nutzte, um die Idee aktiv zu unterstützen. So konnte gemeinsam mit der Gemeinde Merzig dank der Kooperation mit Landrat Kurt Matthias Linicus das Kinderdorf in Merzig-Hilbringen trotz anfänglicher politischer Bedenken errichtet werden. Zu den Gästen der Einweihungsfeier gehörte schließlich auch Wilhelmine Lübke, die Gattin des damaligen Bundespräsidenten.
Das Engagement von SOS-Kinderdorf galt lange Zeit ausschließlich dem Bau von SOS-Kinderdörfern. Bis heute ist das SOS-Kinderdorf Sinnbild für einen geschützten Raum, in dem Kinder aufwachsen können, denen anderswo dieser Raum verwehrt geblieben ist.
Im Jahr 1953 fuhr Hermann Gmeiner zum ersten Mal mit ca. 25 Kindern an den Caldonazzosee, um dort die Ferien zu verbringen. Mit der Zeit wurde dies zu einer Tradition, das „SOS-Feriendorf“ wurde immer größer und es fuhren immer mehr Kinder aus ganz Europa nach Caldonazzo, sodass mittlerweile über 1000 Kinder ihre Ferien jedes Jahr am Caldonazzosee verbringen.
1954 wurde in München der erste deutsche SOS-Verein mit Sitz im Stadtteil Nymphenburg gegründet. SOS-Kinderdorf e. V. ist heute vorrangig mit den 16 deutschen SOS-Kinderdörfern und den zahlreichen Zusatzeinrichtungen befasst. Weiterhin unterstützt der deutsche Verein auch die internationalen SOS-Einrichtungen. Als 1963 in Korea das erste außereuropäische SOS-Kinderdorf in Bau ging, kam es zur Gründung von SOS-Kinderdörfer weltweit, Hermann-Gmeiner-Fonds Deutschland – dieser zweite deutsche SOS-Förderverein finanziert bis heute SOS-Programme in aller Welt.
Das weltumspannende Kinderhilfswerk hilft in 134 Ländern bedürftigen Kindern, Jugendlichen und Familien mit knapp 2500 Einrichtungen wie Kindergärten, Schulen, Jugendwohngemeinschaften, Feriendörfern, Berufausbildungsstätten, Sozialzentren, medizinischen Zentren, Nothilfeprogrammen und über 550 SOS-Kinderdörfern.
Im Jahr 1985 wurde Helmut Kutin noch zu Lebzeiten Hermann Gmeiners von diesem zu seinem Nachfolger ernannt. Die Präsidentschaft übernahm Kutin nach dem Tod Gmeiners im Jahr 1986. Kutin war von 1986 bis Juli 2012 Präsident des Dachverbandes SOS-Kinderdorf International. Zu seinem Nachfolger wurde 2012 der Inder Siddhartha Kaul gewählt, dessen Nachfolge übernahm wiederum 2021 der Äthiopier Dereje Wordofa.
Im Jahr 1995 wurde SOS-Kinderdorf International als „NGO mit beratendem Status (Kategorie II) im Wirtschafts- und Sozialrat der Vereinten Nationen“ eingestuft. Am 19. Juni 2009 beging SOS-Kinderdorf seine 60-Jahr-Feier mit einem großen Festakt in Imst.

## Finanzierung der Fördervereine
Der in München beheimatete Förderverein SOS-Kinderdörfer weltweit ist der weltgrößte SOS-Förderverein. Er finanziert rund die Hälfte aller internationalen SOS-Einrichtungen.
Gemeinsam mit SOS-Fördervereinen und SOS-Stiftungen in aller Welt zeichnen die beiden deutschen SOS-Vereine für den Bau und Erhalt der SOS-Projekte auf vier Kontinenten verantwortlich. Die Einnahmen der Organisation setzen sich etwa hälftig aus Spenden, Patenbeiträgen, Schenkungen, Erbschaften, Unternehmenskooperationen, Stiftungen einerseits, und Öffentlichen Mitteln andererseits zusammen.
Laut den Leistungsberichten der beiden deutschen SOS-Vereine beliefen sich die Einnahmen im Jahr 2012 wie folgt:
SOS-Kinderdörfer weltweit: 130 Mio. Euro,
SOS-Kinderdorf Deutschland: 119 Mio. Euro aus Spenden, Nachlässen etc., plus 103 Mio. Euro aus Öffentlichen Mitteln.
Die Spenden an die Organisation sind zweckgebunden. Die „Bearbeitungsgebühr“ für Verwaltung, Marketing und PR liegt bei 10 Prozent, d. h. 90 Prozent werden für den eigentlichen Zweck verwendet.
In Österreich ist die Organisation Träger des Spendengütesiegels. Die beiden deutschen SOS-Kinderdorf-Vereine sind Träger des Spenden-Siegel des Deutschen Zentralinstituts für soziale Fragen (DZI).
Im Jänner 2024 hatte SOS-Kinderdorf International 15 Prozent der 690 Stellen abgebaut. Für das erste Quartal 2025 wurde ein Abbau von weiteren 20 Prozent angekündigt.

## SOS-Kinderdörfer in der Welt
Nach eigenen Angaben gibt es derzeit weltweit folgende SOS-Einrichtungen (Stand 2016):
- Kinderdörfer: 567
- Jugendeinrichtungen: 675
- Kindergärten: 216
- Schulen: 183
- Ausbildungsstätten: 96
- Sozialzentren und Projekte der SOS-Familienhilfe: 672
- Medizinische Zentren: 79
- Nothilfeprogramme: 25

Derzeit betreut die Organisation weltweit rund 1,5 Mio. Kinder und deren Angehörige.

### Asien
In Südkorea wurde im Jahr 1963 das erste außereuropäische SOS-Kinderdorf gebaut. Heute gibt es in Asien 128 SOS-Kinderdörfer und rund 350 SOS-Zusatzeinrichtungen. Über 224.000 Menschen erhalten dort Hilfe zur Selbsthilfe. In Indien findet sich die weltweit höchste Zahl an SOS-Kinderdörfern, 39, von denen in 8 Kinderdörfern ausschließlich tibetanische Flüchtlingskinder leben. In Syrien wurden SOS-Übergangsheime eröffnet, die unbegleitete Flüchtlingskinder und Bürgerkriegswaisen aufnehmen, das erste davon 2014 in Damaskus.

### Amerika und Karibik
Beinahe zeitgleich zu Asien begann im Jahr 1963 auch das Engagement in Südamerika, wo in Argentinien das erste SOS-Kinderdorf des Kontinents entstand. Heute gibt es in Südamerika und der Karibik 122 SOS-Kinderdörfer und 330 SOS-Zusatzeinrichtungen. In El Alto (Bolivien) findet sich das höchstgelegene SOS-Kinderdorf der Welt (4000 m über dem Meeresspiegel).

### Afrika
Im Jahr 1970 entstand an der Elfenbeinküste das erste afrikanische SOS-Kinderdorf. Heute gibt es in 46 afrikanischen Staaten insgesamt 134 SOS-Kinderdörfer und über 300 SOS-Zusatzeinrichtungen.

### Europa
- In Österreich wurden seit 1951 zwölf SOS-Kinderdörfer errichtet.[23]
- In Deutschland gibt es 16 SOS-Kinderdörfer. Das erste SOS-Kinderdorf in Deutschland wurde 1956 in Dießen am Ammersee (Bayern) erbaut. Im Jahr 2005 wurde das erste städtische Kinderdorf Europas in Berlin-Moabit eröffnet. Dort leben die SOS-Familien in Wohnungen inmitten einer Großstadt. Zu SOS-Kinderdorf Deutschland gehören auch Einrichtungen wie Dorfgemeinschaften für Menschen mit Behinderungen, Berufsausbildungszentren für die Ausbildung sozial benachteiligter Jugendliche, SOS-Mütterzentren, Jugendwohngruppen und ambulante Jugendhilfen.
- Das erste osteuropäische SOS-Kinderdorf entstand 1970 im tschechoslowakischen Doubí.
- Die Stiftung SOS-Kinderdorf Schweiz wurde 1964 gegründet. Sie übernimmt die Finanzierung von Kinderdörfern und Zusatzeinrichtungen in der ganzen Welt,[24] betreibt in der Schweiz selbst aber kein Dorf, da dort die ältere und als Vorbild dienende Einrichtung Kinderdorf Pestalozzi zu Hause ist.
- In Ungarn wurde das erste Kinderdorf 1983 in Battonya nahe der rumänischen Grenze errichtet. 1990 gingen in Kecskemét und kurz darauf in Kőszeg zwei weitere Dörfer in Betrieb. Weiters gibt es hier noch vier SOS-Jugendeinrichtungen, einen SOS-Kindergarten sowie ein SOS-Sozialzentrum.[25]
- Im italienischen Caldonazzo wurde von Hermann Gmeiner 1953 ein Feriencamp errichtet, in dem jedes Jahr mittlerweile über 1000 Kinder, die meisten davon aus SOS-Kinderdörfern aus ganz Europa, ihre Sommerferien verbringen.[11]
- In Finnland existieren sechs Kinderdörfer, das erste wurde 1962 eröffnet. In Vihanti besteht seit 1982 ein SOS-Kinderdorf.[26]

## Vorwürfe und Missbrauch

### Kinderrechtsverletzungen
Im Jahr 2014 erschien ein Buch des Tiroler Historikers Horst Schreiber mit dem Titel Dem Schweigen verpflichtet. Erfahrungen mit SOS-Kinderdorf, dessen Studie gewaltbesetzte Vorfälle bei einem SOS-Kinderdorf in Österreich aufarbeitete.
Im Jänner 2018 beschuldigten in Äthiopien zwei orthodoxe Priester den Zweig der Organisation in Gode, 30 Kinder christlicher Herkunft unter Zwang zum Islam konvertiert zu haben; 120 weiteren drohe eine solche Konversion. SOS-Kinderdorf dementierte die Vorwürfe: „Es gab noch nie eine erzwungene Bekehrung von Kindern irgendeiner Religion in einem SOS-Kinderdorf“. 14 dem Kinderdorf anvertraute Kinder, deren christliche Religion erst im Nachhinein bekannt geworden sei, hätten zwischen 2004 und 2007 eine „für diese Region typische externe muslimische Koranschule“ besucht. Sie seien später mehrmals angehört und darauf hingewiesen worden, dass sie vom Hilfswerk bei der Ausübung ihres Glaubens oder einer Hinwendung zum Christentum unterstützt würden. Dabei hätten sie erklärt, nicht zum Christentum konvertieren zu wollen, was man respektiert habe. Allerdings sei auf dem Gelände des SOS-Kinderdorfs ein Gebetsort gebaut worden, der mittlerweile geschlossen worden sei. Dieser sei unter Verletzung der Prinzipien der Organisation erbaut worden.
SOS-Kinderdorf gibt jährlich einen Report über Kinderrechtsverletzungen heraus. Im Jahr 2019 sollen weltweit 328 Mitarbeiter in SOS-Kinderdörfern Kinder verletzt, vernachlässigt oder sexuell missbraucht haben. In etwa jedem zweiten Fall geht es um körperliche Gewalt.

### Gewalt und Missbrauch in SOS-Kinderdörfern (Untersuchungen ab 2021)
Im Mai 2021 gab SOS-Kinderdorf Österreich bekannt, dass weltweit Kinder und Jugendliche in SOS-Kinderdörfern Opfer von Gewalt, Misshandlungen und sexuellen Missbrauchs geworden seien. Demnach habe es in den vergangenen 30 Jahren Kinderrechtsverletzungen in 20 Ländern gegeben, vor allem in Afrika und Asien, betroffen seien rund 50 von 3000 SOS-Kinderdorf-Projekten. Geschäftsführerin Elisabeth Hauser sprach von „schwerem Fehlverhalten von Mitarbeitern und schwerwiegenden Vorwürfen“. Das gehe aus einer vom Verein SOS-Kinderdörfer International in Auftrag gegebenen Untersuchung hervor. Zudem soll es zu Misswirtschaft und Veruntreuung von Spendengeldern gekommen sein. Einige Führungskräfte sollen von einem Teil der Vorfälle gewusst haben, die Aufarbeitung und Strafverfolgung jedoch verhindert haben. Die Organisation kündigte einen Entschädigungsfonds „in Millionenhöhe“ einzurichten.
Zur Untersuchung wurde eine unabhängige Kommission unter der Leitung von Waltraud Klasnic eingesetzt, der Abschlussbericht wurde im März 2023 übergeben. Die Kommission hat 226 Fälle von Übergriffen in Einrichtungen von SOS-Kinderdorf Deutschland untersucht. Es geht um Gewalt und sexuelle Übergriffe seit den 1960er-Jahren. Im Wesentlichen gehe es um „körperliche und psychische Gewalt sowie sexuelle Übergriffe, in Einzelfällen auch Vergewaltigungen“. Tatorte für Grenzüberschreitungen seien vor allem die Kinderdorffamilien und die Wohngruppen. Etwa die Hälfte der Taten gingen von Mitarbeitern wie Kinderdorfmüttern oder Erziehern aus. 20 Prozent der Übergriffe fanden durch andere betreute Jugendliche statt.

### Vorwurf der Beteiligung an Kinderverschleppungen im Ukraine-Krieg 2023
Im Februar 2023 wurde durch einen Bericht und Aufnahmen des ZDF-Magazins Frontal 21 bekannt, dass das SOS-Kinderdorf Russland in die Verschleppung ukrainischer Kinder nach Russland im Rahmen des Ukraine-Krieges verstrickt sein soll. Betroffen ist das SOS-Kinderdorf in der Siedlung Tomilino in der Nähe von Moskau, in das Kinder aus dem ukrainischen Grenzgebiet gebracht wurden. Der russische Länderverein wurde zum 18. Mai 2023 aus der Föderation der weltweiten SOS-Kinderdörfer suspendiert. Sämtliche finanzielle Mittel an SOS-Kinderdorf Russland waren bereits zuvor eingefroren.

## Auszeichnungen
- Die Kinderdorfmütter wurden 2005 mit dem Women’s World Award ausgezeichnet.
- 2009 wurde Helmut Kutin, Präsident von SOS-Kinderdorf International, der Save the World Award verliehen.
- Der Organisation wurde für 2016 der Prinzessin-von-Asturien-Preis für Eintracht zugesprochen.